# الموت بواسطة ثقب أسود
«الموت بواسطة ثقب أسود» هو كتاب أدبيات علمية كتبه نيل ديجراس تايسون ينقسم إلى إلى سبعة أقسام: طبيعة المعرفة، معرفة الطّبيعة، طرق ومعاني الطّبيعة، معنى الحياة، عندما يصبح الكون سيّئاً، العلم والثقافة، العلم والإله.

## الملخص
يتكوّن القسم الأول من الكتاب من خمسة فصول:
- الفصل الأول «المجيء إلى حواسنا»، يناقش هذا الفصل مدى أهميّة زيادة تركيز الحواس الخمسة الأساسيّة (البصر، السمع، الذوق، الرّائحة، اللمس) لتوسيع المعرفة العلميّة. الأدوات التي تحوّل –على ما يبدو- جوانب كامنة من بيئتنا إلى ماديّات يمكن أن نشعر بوجودها وحسابها، مما يسهّل الوصول إلى الاكتشافات العلميّة.

على سبيل المثال، تقوم نظّارات الرؤية الليليّة بتحويل الطّيف القريب من الأشعة تحت الحمراء إلى طيف مرئي، مما يسهّل على علماء الأحياء مراقبة سلوك الحيوانات الليليّ.
- الفصل الثاني «على الأرض كما في السّماء»، تاريخ الفيزياء وكيف أصبح معروفاً أن القوانين الفيزيائيّة المُلاحظة على الأرض، يمكن ملاحظتها على الشّمس والكواكب أيضاً. باختصار، كيف أصبحت الفيزياء دراسةً كونيّةً وليس أرضيّة فقط.

- الفصل الثالث «رؤية لا تُصدّق»، تلميحات حول «التّعميم» بالاستناد على أدلّةٍ قليلةٍ للغاية. يبدأ التّوضيح بأنّه على الرّغم من أنّنا نعرف أن الأرض مستديرة، فإنها تبدو مسطّحة عندما لا يُلاحِظ المرء سوى جزءٍ صغيرٍ منها فقط.

- الفصل الرابع «فخّ المعلومات»، يتابع بفكرته حول أننا يمكننا مشاهدة محيطنا بمقاييسٍ مختلفةٍ، حيث أننا سنجد ظواهر مختلفة باختلاف المقاييس. على سبيل المثال، بنظرة ميكروسكوبيّة على الميكانيك الكلاسيكيّ يمكننا أن نصف السلوكيّات الفيزيائيّة التي نلاحظها؛ في حين أن ميكانيكا الكم تختص بمجالٍ أصغر.

- الفصل الخامس «العلوم الملتصقة بالوحل»، يوجه تايسون القارئ في هذا الفصل من خلال سلسلةٍ من التّجارب التي تعتمد في المقام الأوّل على مشاهدة كيفيّة تغيّر ظلّ العصا الثابتة بشكل مستقيم في الأرض، مع مرور الوقت. على سبيل المثال، يمكن للمرء أن يلاحظ أنّه في نصف الكرة الشّمالي -وعلى مدار اليوم- سيشكّل ظل العصا نصف دائرة أثناء تحرّكه.